# Costache Conachi
Costache Conachi (Țigănești, Galați megye, 1777. október 14. – Țigănești, 1849.) román költő.

## Életútja
Bojár család sarja volt. Tanulmányait a iaşi görög iskolában és magánúton végezte. Nagy udvari méltóságot (logofet mare) viselt és Mihail Sturdza vetélytársa volt a fejedelmi trónért. Mostohaapja volt Constantin Negri román írónak, akit örökbefogadtott, de Negri, akinek Conachi a vagyonát is felajánlotta, nem akarta felvenni az ő nevét. Conachi széles körű képzettséggel rendelkezett: beszélt görögül, franciául és törökül, valamint alaposan tanulmányozta a 18. századbeli francia irodalmat, kiváltképpen annak filozófiai részét. Szerelmes verseket írt, munkájának cime: Alcaaturii si talmaciri (I. kiad. Iaşi, 1856, II. kiad. uo. 1888).